# Spider-Man (Miles Morales)
Pour les articles homonymes, voir Spider-Man (homonymie) et Morales.
Miles Morales, alias Spider-Man (terre 1610) né le 21 juillet 2005 à Brooklyn, est un super-héros évoluant dans l'univers Marvel de la maison d'édition Marvel Comics. Créé par le scénariste Brian Michael Bendis et la dessinatrice Sara Pichelli, ce personnage de fiction apparait pour la première fois dans le comic book Ultimate Comics: Fallout #4 en août 2011.
Le personnage, un new-yorkais métis, a des origines latinos et africaines. Il est le second Spider-Man présent dans l'univers Ultimate Marvel, qui présente une réalité alternative de l'univers Marvel standard dans laquelle Peter Parker / Spider-Man a été tué par le Bouffon vert.

## Historique de la publication

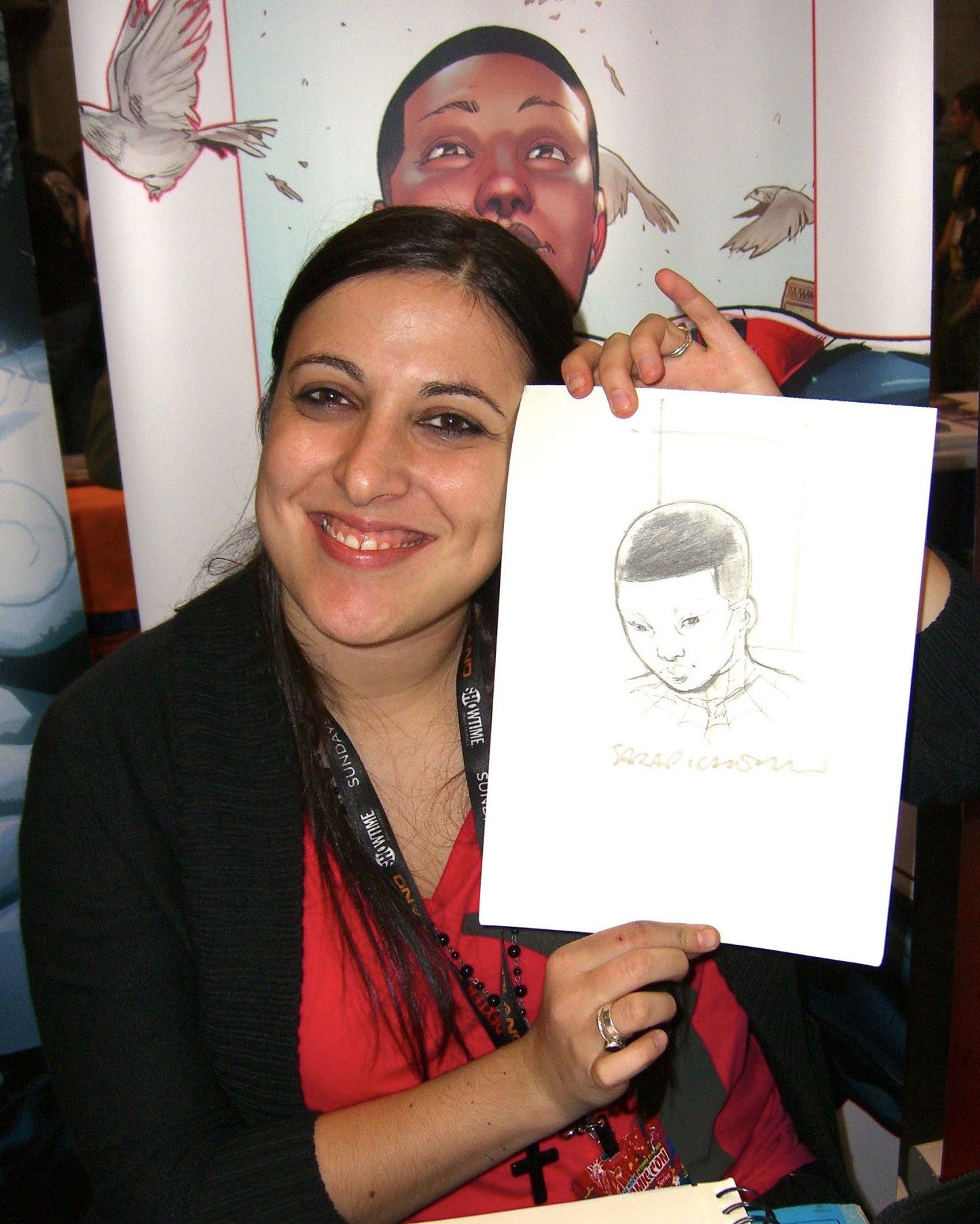
La dessinatrice Sara Pichelli tenant une esquisse de Miles Morales au New York Comic Con 2011.

Apparu pour la toute première fois en exclusive dans le comic book Ultimate Comics: Fallout #4 en août 2011, Miles Morales est le héros principal de la série mensuelle Ultimate Comics: Spider-Man, scénarisée par Brian Michael Bendis et dessinée par Sara Pichelli. La série a débuté en septembre 2011, la traduction française est effectuée en 2012 chez Panini Comics.
Miles Morales fait partie de l'univers dit « Ultimate » de la Terre-1610 qui est l'univers 616 mais re-imaginé. Après Ultimate Comics: Spider-Man, le personnage apparaît dans les comics comme Spider-Men, Ultimate comics: Ultimates, Cataclysm: Ultimate Spider-Man, Ultimates: last stand, Spider-Verse, Spider-Men II. Il aura ensuite des aventures en solo avec Miles morales: Utimate Spider-Man en 2014.
Le rédacteur en chef de Marvel, Axel Alonso, a déclaré que l'idée de changer l'origine ethnique de Spider-Man lui est venue lorsque Barack Obama, dont le père est Africain, a accédé à la Maison-Blanche en janvier 2009.

« Quand la possibilité s'est présentée de créer un nouveau Spider-Man, nous avons su qu'il fallait que ce soit un personnage représentant, par ses origines et ses expériences, la diversité du XXIe siècle. »

— Axel Alonso, rédacteur en chef de Marvel Comics
Brian Michael Bendis a été conforté dans ce choix par une vidéo de Donald Glover, un acteur noir américain portant le costume de Spider-Man,.
En 2012, pour célébrer le cinquantième anniversaire du Spider-Man originel, la mini-série Spider-Men présente une aventure commune entre le Peter Parker de la continuité principale et Miles Morales de la continuité Ultimate.

## Biographie du personnage

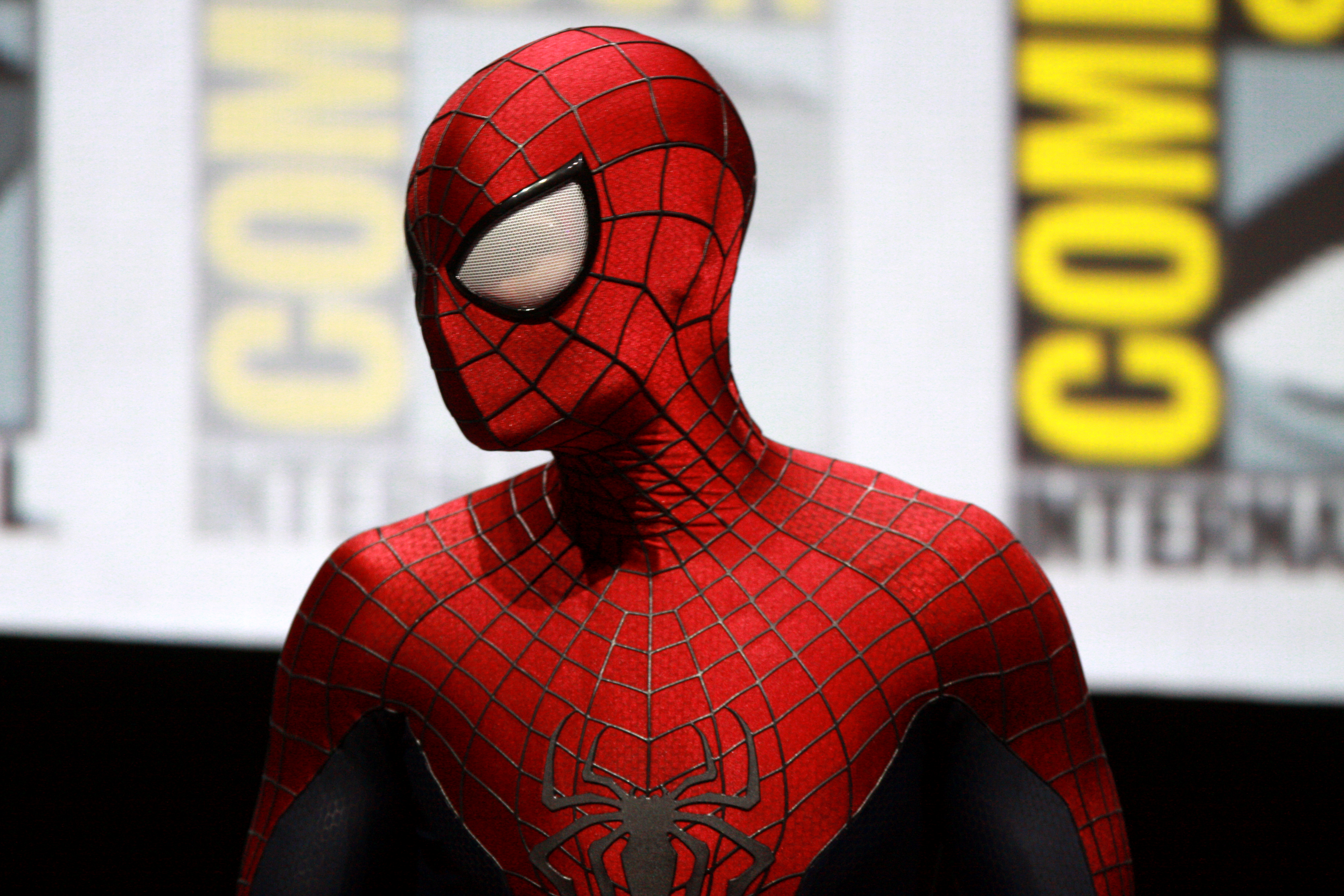
Spider-Man s'exprimant au Convention Center à San Diego, en Californie, 2013, pour « The Amazing Spider-Man 2 ». (Auteur : Gage Skidmore).

### Origines
Miles Morales, un adolescent de 13 ans, visitant son oncle Aaron Davis, se trouve mordu par une araignée biologiquement modifiée venant de chez Oscorp que celui-ci avait cambriolé la veille. Il obtient donc ses pouvoirs de la même façon que Peter Parker et décide de devenir le nouveau Spider-Man à la suite de la mort de celui-ci onze mois plus tôt.
Le nouveau Spider-Man commence sa carrière de justicier face au Kangourou et a du mal à vaincre son adversaire,. Il finira par le vaincre, devant une foule étonnée de revoir Spider-Man. Quelques personnes lui disent alors que ce costume est de mauvais goût. 
Depuis l'évènement Secret Wars, il vit en Terre-616 et est devenu le second Spider-Man de New York.

### All-New, All-Different Avengers
Dans le cadre de sa nouvelle vie sur la Terre-616, Miles est maintenant un membre de la dernière équipe des Vengeurs.
À la suite de Civil War II il quitte les Vengeurs en fondant avec Ms. Marvel et Nova les Champions.

## Pouvoirs, capacités et équipements
Comme pour la version Ultimate de Peter Parker, la morsure d'une araignée génétiquement modifiée par l'entreprise de Norman Osborn a provoqué une mutation chez Miles Morales.
Il est doté de pouvoirs similaires à son prédécesseur tels qu'une force et une agilité accrue, la capacité d'adhérer à toutes les surfaces et un don de précognition nommé « sens d'araignée » qui le prévient des dangers.
Il possède également des capacités supplémentaires, qui proviennent du fait que l’araignée était différente, tels qu'une capacité à se camoufler dans son environnement (il devient transparent mais pas totalement invisible), la capacité de générer de la bio-électricité et de sécréter une substance paralysante au niveau de ses mains (attaque appelée le « Venom Blast »). Il est révélé plus tard que la formule OZ lui accorde également l'immortalité, prolongeant la vie de Morales tant qu'elle est présente dans son corps.
Il a d'abord porté un costume similaire à celui de son prédécesseur décédé. Nick Fury lui a, par la suite, offert un costume aux couleurs rouge et noir, ce qui a mis fin aux critiques. Après sa rencontre avec May Parker, il recevra les lances-toiles fabriqués par Peter Parker,.

## Accueil du personnage
Dès l'annonce du personnage, les réactions ont été nombreuses et variées,. 
Certaines critiques félicitent Marvel de ce choix d'un héros multi-culturel. D'autres qualifient de « mauvais goût » le fait que Miles Morales porte le costume du défunt Peter Parker, le précédent Spider-Man.
Selon Jean-Paul Gabilliet, professeur en civilisation nord-américaine à l'Université Bordeaux-III, et auteur de Des Comics et des hommes : histoire culturelle des comic books aux États-Unis, « la principale utilité de l'opération est de faire parler de Marvel et de favoriser les ventes. Il n'y a que lors de tels changements que les comics ont le droit à des articles dans Newsweek ou le New York Times. Pour le reste, je reste assez sceptique sur l'importance de l'événement, et sur la durée de vie de Miles Morales ».
Les ventes ont effectivement été favorisées, le comic book Ultimate Fallout #4 dans lequel le nouveau Spider-Man fait sa première apparition a été vendu à 160 000 exemplaires, en comparaison les autres sont de l’ordre de 60 000 exemplaires.

## Apparitions dans d'autres médias

### Cinéma
Dans le film Spider-Man: Homecoming, Aaron Davis, interprété par Donald Glover, fait mention de son neveu. Dans une scène coupée, le prénom du neveu est prononcé : il s'agit de Miles.
Le personnage est au cœur du film d'animation Spider-Man: New Generation (Spider-Man: Into the Spider-Verse) de Peter Ramsey, Bob Persichetti et Rodney Rothman, sorti en décembre 2018, ainsi que le la suite Spider-Man: Across the Spider-Verse, sortie en 2023. Un troisième volet, Spider-Man: Beyond the Spider-Verse, sortira en 2027.

### Télévision
Dès mars 2015, le personnage apparait dans plusieurs épisodes de la série d'animation Ultimate Spider-Man, doublé en anglais par Donald Glover puis Ogie Banks et en français par Philippe Allard. Peter Parker le croise lorsqu'il traverse plusieurs univers parallèles. Le personnage est ensuite davantage présent dans plusieurs épisodes de la quatrième saison, Ultimate Spider-Man vs the Sinister 6. Dans cette version, il est surnommé Kid Arachnid. Sa mère Rio Morales sait qu'il est Spider-Man et le soutient.
Il apparaît aussi dès la première saison de la série de 2018 Spider-Man. Dans cette série, il est l'un des camarade de classe de Peter, avec Gwen Stacy et Anya Corazon, au collège Horizon que ce dernier a rejoint. Dans l'épisode 9 Ultimate Spider-Man (Ultimate Spider-Man), Miles se fait piquer par l'une des araignées créées par Raymond Warren, l'oncle de Gwen, que Spencer Smythe était en train de dérober à Oscorp pour le compte de ce dernier, et obtient des Spider-pouvoirs qui lui permettent de sauver Peter en Spider-man en train de tomber de la tour d'Oscorp. Après s'est rendu compte de ses pouvoirs, il révèle ce qui lui est arrivé à Peter, qui lui dit que de grands pouvoirs impliquent de grandes responsabilités ; mais trop excité, Miles fait des actions en ville, se révélant au public et donnant son lieu de résidence, puis se venge de jeunes adolescents qui l'avaient embêté plus tôt. Alors que Peter essaye de lui faire la leçon, Spencer Smythe et son fils Alistair les attaquent, envoyé respectivement par Raymond et Norman Osborn afin de capturer Miles. Miles et Peter parviennent à vaincre père et fils, mais durant le combat, dans lequel Miles découvre le pouvoir d'émettre des pulsions électriques, le père de Miles manque d’être blessé, et Miles comprend qu'en donnant son adresse, il a mis son père en danger, et accepte d’être plus responsable. Dans l'épisode suivant L'Incroyable chasse de Kraven (Kraven's Amazing Hunt), Miles, entrainé par Peter en Spider-man, est pris avec lui en chasse par Kraven le chasseur, ce dernier payé par Norman pour lui rapporter les deux hommes-araignées. Dans la traque qui s'ensuit, Miles, terrorisé sous l'effet d'une fléchette hallucinante, révèle son pouvoir de se camoufler dans l'environnement, Peter lui révèle son identité pour le calmer et les deux parviennent à échapper à Kraven et à Norman. À partir de ce moment et durant le reste de la série, il viendra souvent en aide à Peter dans ses missions.
Il est présent dans la série d'animation Spidey et ses amis extraordinaires (2021).

### Jeux vidéo
Deux mois après sa première apparition dans les comic books, Miles Morales intervient dans deux jeux vidéo. Dans Spider-Man : Aux frontières du temps d'octobre 2011, Peter Parker peut utiliser le costume de Spider-Man porté par Miles Morales, de même dans The Amazing Spider-Man 2 où Peter Parker peut également porter son costume, il y est même fait mention dans la description du costume où Peter Parker s'amuse qu'un autre personnage que lui soit identifié à Spider-Man. Dans Marvel Super Hero Squad Online, il est prévu qu'il soit un personnage joueur que les utilisateurs du jeu peuvent obtenir en participant à un concours sur HeroUp.com,. Le personnage est jouable dans le jeu vidéo Marvel: Future Fight.
Miles Morales est un personnage jouable dans le jeu Marvel's Spider-Man par Insomniac Games. Son père est un policier aidant Peter Parker dans ses missions. Après sa mort, Miles aide Peter et Tante May dans leur centre d'accueil des sans-abris (le F.E.A.S.T), et doit parfois s'infiltrer dans des bases ennemies pour récupérer divers objets. Il sera mordu par une araignée génétiquement modifiée par Norman Osborn après qu'elle a été sortie d'un laboratoire secret par Mary-Jane. À la fin, Miles montre ses nouveaux pouvoirs à Peter Parker, qui lui révèle être Spider-Man en montrant lui aussi ses pouvoirs. Dans la suite intitulée Marvel's Spider-Man: Miles Morales, Miles découvre sa capacité à utiliser la bioélectricité.  De multiples références aux évènements des jeux précédents sont présents dans cet opus. Miles doit vaincre un groupe illégal nommé l'Underground. Il est également jouable dans le jeu Marvel's Spider-Man 2 aux côtés de Peter Parker.